# Dream Horses 2000
「Dream Horses 2000」（ドリームホース2000）とは、日本中央競馬会(JRA)が2000年に実施したキャンペーンの名称である。

## 概要
2000年という節目の年にあたりJRAが企画した文化的イベント。20世紀の競馬を21世紀に伝えていこうと、1年間にわたりキャンペーンを展開した。
第1弾として競馬ファンによる「20世紀の名馬大投票」を実施し、投票結果の上位100頭を「20世紀の名馬100」として発表した。第2弾「ありがとう20世紀名馬キャンペーン」では、第1弾の投票結果にちなんだ懸賞付きのクイズを実施するとともに中央競馬における20世紀最後のレース名の公募が行われた。JRAの各競馬場や施設ではキャンペーンに関連するイベントが随時行われ、キャンペーンユニットとして女性3人組の「Turf Dreamers」（ターフドリーマーズ）が結成され活動した。
なお、JRA創設50周年だった2004年には同様のキャンペーンは行われていないが、毎週過去の名馬の馬名を取ったメモリアルレースを開催した他、2010年にGIレースが行われた競馬場のその日の最終レースで実施された「JRAプレミアム」競走では、そのGIに関係した歴代優勝馬を冠としたメモリアルレースが行われた。

## 20世紀の名馬大投票

### 投票期間
- 2000年4月8日〜7月31日[2]

### 投票方法
JRAの各競馬場やウインズなどの施設のほか、日本全国各地の「街かど応援団」（公募と選考により選ばれた、飲食店など）に備え付けられた投票用紙、または官製はがきによる投票。インターネットによる投票は最初から設けなかった。

### 投票頭数
1度の投票で1人3頭まで選出可能。ただし、同一人物による同一馬への複数投票は不可。

### 投票対象馬
20世紀に中央競馬および地方競馬のレースで走ったことがあるすべての日本の競走馬。性別、種別（サラブレッド、アングロアラブ、ばん馬など）、所属、現役・引退、産地は問わない。ただし、外国馬（日本国外の調教師の管理馬：例ホーリックス、トリプティクなど）は対象外とされた。

### 投票結果
2000年9月3日発表。投票人数は210,940名、投票総数は548,845票だった。
以下に「20世紀の名馬100」として発表された上位100頭を列記する。投票期間中に現役だった競走馬は太字で示す。
1. ナリタブライアン…37,798票
2. スペシャルウィーク…31,061票
3. オグリキャップ…27,866票
4. サイレンススズカ…25,110票
5. トウカイテイオー…24,782票
6. シンボリルドルフ…22,521票
7. シンザン…17,159票
8. ハイセイコー…15,302票
9. エアグルーヴ…14,182票
10. エルコンドルパサー…13,667票
11. ライスシャワー…13,442票
12. メジロマックイーン…13,419票
13. グラスワンダー…12,975票
14. テンポイント…12,138票
15. マヤノトップガン…12,076票
16. タイキシャトル…8,312票
17. ミホノブルボン…7,474票
18. ミスターシービー…7,271票
19. メジロドーベル…6,739票
20. ビワハヤヒデ…6,292票
21. ヒシアマゾン…6,257票
22. トウショウボーイ…6,244票
23. サクラローレル…5,377票
24. タマモクロス…5,282票
25. ホクトベガ…5,004票
26. グリーングラス…4,657票
27. テイエムオペラオー…3,913票
28. サニーブライアン…3,631票
29. タケホープ…3,128票
30. セイウンスカイ…3,080票
31. ダンスインザダーク…3,062票
32. マルゼンスキー…2,964票
33. スピードシンボリ…2,865票
34. ステイゴールド…2,639票
35. ノースフライト…2,521票
36. カブラヤオー…2,392票
37. メジロパーマー…2,322票
38. ベガ…2,243票
39. タケシバオー…2,149票
40. アドマイヤベガ…2,089票
41. トウメイ…2,054票
42. メジロブライト…2,050票
43. ナリタトップロード…2,040票
44. トキノミノル…1,898票
45. ウイニングチケット…1,893票
46. スーパークリーク…1,890票
47. バブルガムフェロー…1,863票
48. イナリワン…1,829票
49. フサイチコンコルド…1,784票
50. シルクジャスティス…1,780票
51. メジロライアン…1,758票
52. フジキセキ…1,742票
53. メジロラモーヌ…1,732票
54. メイセイオペラ…1,706票
55. ジェニュイン…1,646票
56. タニノムーティエ…1,643票
57. エリモジョージ…1,546票
58. ダンスパートナー…1,538票
59. ファビラスラフイン…1,490票
60. キョウエイマーチ…1,486票
61. トロットサンダー…1,469票
62. カツラノハイセイコ…1,417票
63. ヒカルイマイ…1,408票
64. テスコガビー…1,400票
65. サクラスターオー…1,390票
66. カツラギエース…1,336票
67. ヤマニンゼファー…1,323票
68. アイネスフウジン…1,310票
69. キーストン…1,264票
70. サッカーボーイ…1,240票
71. ナイスネイチャ…1,193票
72. エアジハード…1,191票
73. ダイタクヘリオス…1,190票
74. サクラバクシンオー…1,183票
75. タイキブリザード…1,152票
76. サクラチトセオー…1,114票
77. マーベラスサンデー…1,082票
78. キタノカチドキ…1,058票
79. マチカネフクキタル…1,056票
80. タニノチカラ…1,037票
81. ヤエノムテキ…1,011票
82. コダマ…989票
83. アカネテンリュウ…975票
84. クリフジ…950票
85. ファレノプシス…935票
86. ダイユウサク…932票
87. ミホシンザン…880票
88. オフサイドトラップ…863票
89. ナリタタイシン…857票
90. レガシーワールド…849票
91. ツインターボ…848票
92. カブトシロー…835票
93. ウメノファイバー…801票
94. マサラッキ…696票
95. ニホンピロウイナー…681票
96. フラワーパーク…673票
97. セントライト…657票
98. ネーハイシーザー…647票
99. メイズイ…636票
100. ニシノフラワー…594票

『優駿』2000年10月号には982位タイまでの馬名と100位までについての投票者の世代別・性別の得票状況が掲載されている。
本投票で1位に選ばれたナリタブライアンの関係者に対しては表彰が行われた。

### 関連データ

#### 性別
- 牡馬…82頭
- 牝馬…17頭
- 騸馬…1頭

#### 所属
- 関東馬…42頭
- 関西馬…56頭
- 地方競馬所属馬…2頭

最終的には上山競馬場所属のツインターボは主に中央競馬（関東所属）で活躍した。もう1頭はメイセイオペラ（岩手）。中央競馬在籍前に地方競馬に所属していた馬も4頭いる。

#### 種別
- サラブレッド…99頭
  - 父内国産馬…23頭
  - 内国産馬…67頭
  - 持ち込み馬…4頭
  - 外国産馬…6頭
- サラブレッド系種…1頭

#### JRA賞受賞別
※投票結果の欄で太字の競走馬については投票終了後の成績も加味。
- 年度代表馬…27頭
- 最優秀2歳馬（旧最優秀3歳馬）…17頭
- 最優秀3歳馬（旧最優秀4歳馬）…34頭
- 最優秀4歳以上古馬（旧最優秀5歳以上古馬）…27頭
- 最優秀父内国産馬…12頭
- 最優秀短距離馬…10頭
- 最優秀ダートホース…1頭
- その他（特別賞など）…9頭
- 顕彰馬…16頭

#### 勝利GIレース別
※投票結果の欄で太字の競走馬については投票終了後の成績も加味。
※GI昇格後の年度に限定。競走名は旧名時代のものも含める。
- フェブラリーステークス…1頭
- 高松宮記念…2頭
- 桜花賞…5頭
- 皐月賞…24頭
- 天皇賞（春）…20頭
- NHKマイルカップ…1頭
- 優駿牝馬（オークス）…8頭
- 東京優駿（日本ダービー）…23頭
- 安田記念…8頭
- 宝塚記念…17頭
- スプリンターズステークス…4頭
- 秋華賞…3頭
- 菊花賞…21頭
- 天皇賞（秋）…16頭
- エリザベス女王杯…5頭
- マイルチャンピオンシップ…9頭
- ジャパンカップ…7頭
- 阪神ジュベナイルフィリーズ…8頭
- 朝日杯フューチュリティステークス…9頭
- 有馬記念（グランプリ）…19頭
- 帝王賞…1頭
- マイルチャンピオンシップ南部杯…1頭
- サンクルー大賞…1頭
- ジャック・ル・マロワ賞…1頭
- 香港ヴァーズ…1頭

### 評価
投票結果からも分かるように、比較的最近活躍した馬がノミネートされた。投票の主体は若年層が中心で、勝馬投票券の購入を禁じられている20歳未満からの投票も少なからずあった。往年の名馬であっても、その活躍をリアルタイムでは知らない若年層や競馬歴の浅いファンからの投票は伸びずに圏外となったケースがある。また、107位タイのシーキングザパールのように海外GI制覇を果たしながら圏外の馬もおり（日本の馬としては初の快挙だったが、その1週後のタイキシャトルの制覇が大きく取り上げられた）、よしだみほが自著で投票結果に疑問を呈するなど、競馬関係者の一部からは批判もある。
さまざまなチャンピオンロードが確立されている現在、何をもって名馬とするかはさまざまな意見があり、このキャンペーンの結果もひとつの基準に過ぎないが、最近の馬に偏りすぎという意見もある。ほぼ同じ時期に行われた雑誌『Sports Graphic Number』での回答者が競馬関係者中心の「20世紀の名馬アンケート」で1位に選ばれたのはシンザンであった。
この企画をきっかけにさまざまな競馬メディアでもオリジナルの100名馬などが生まれている。このうち週刊Gallop編集部による『週刊100名馬』は2002年度のJRA賞馬事文化賞を受賞した。

### 関連商品
本投票で100位までに選ばれた競走馬のレース映像を収めた『20世紀の名馬100』がポニーキャニオンからVHSとDVDで発売された（全10巻）。